# Kaufingertor

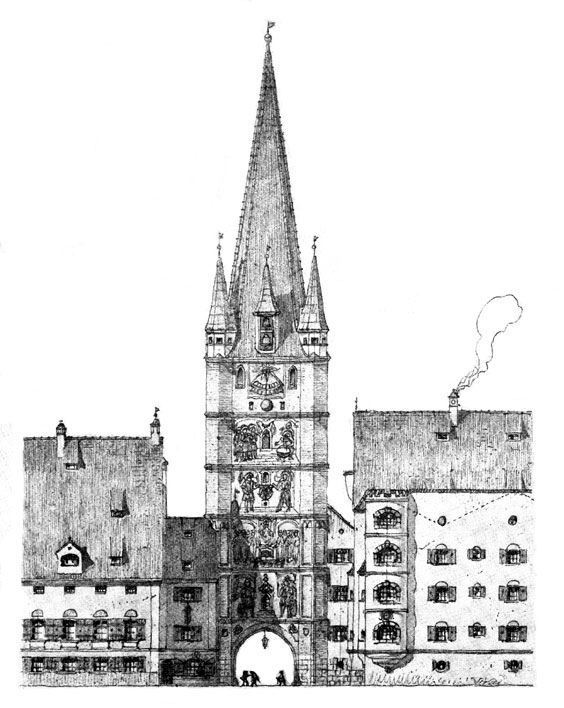
Das Kaufingertor nach dem Sandtnerschen Stadtmodell

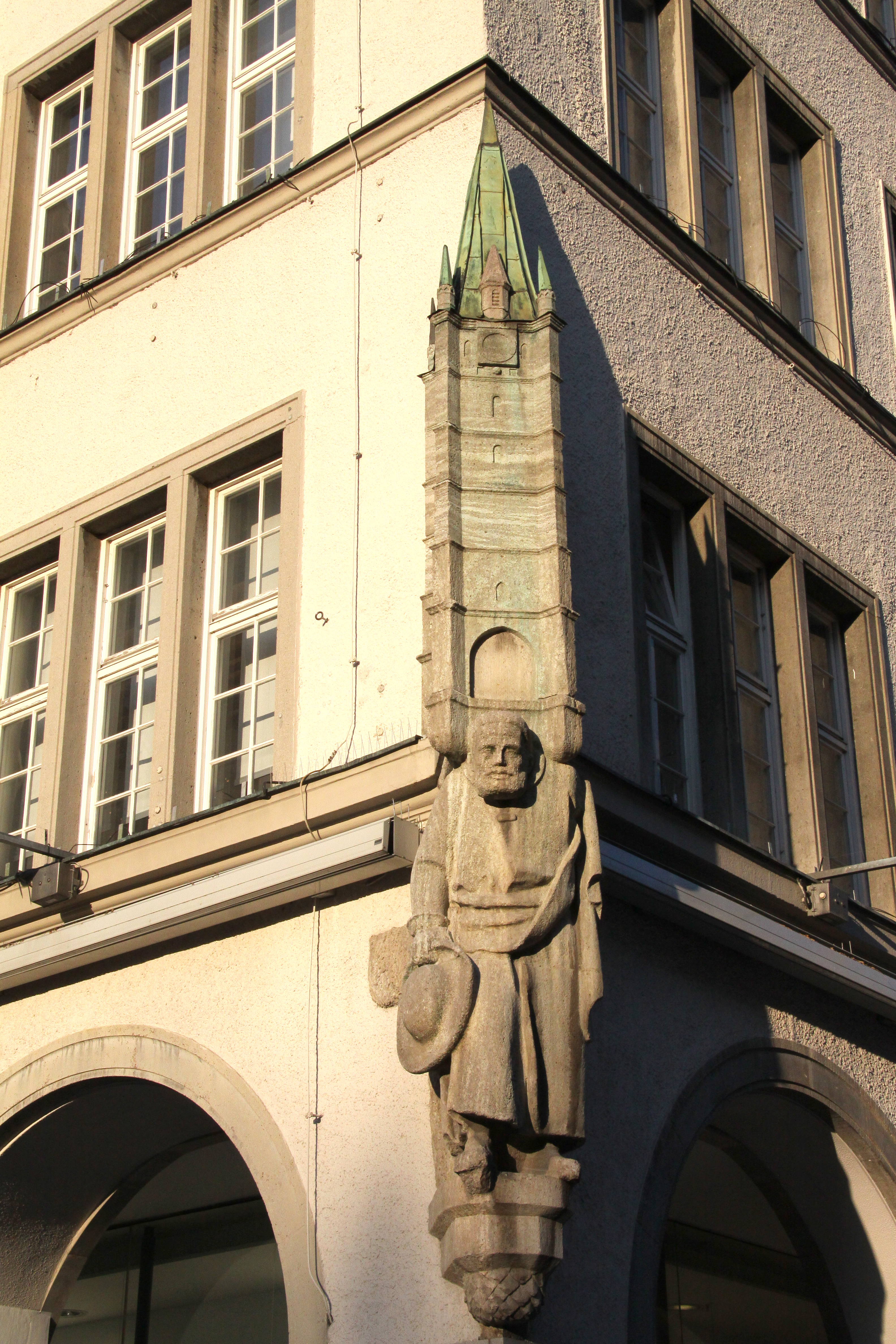
Das Kaufingertor als Steinrelief

Das Kaufingertor war eines der fünf Stadttore der gegen Ende des 12. Jahrhunderts erbauten ersten Stadtmauer des mittelalterlichen Münchens. Es lag im Westen der Altstadt ungefähr an der Stelle, an der heute Färbergraben und Augustinerstraße auf die Kaufingerstraße treffen.

## Geschichte
Erstmals urkundlich erwähnt wurde das Tor 1239 unter der Bezeichnung porta superior (Oberes Tor) in Entsprechung zur im Osten der Stadt liegenden porta inferior (Unteres Tor) oder Talburgtor (= heutiger Turm des Alten Rathauses). Durch diese beiden Tore führte die Salzstraße durch München nach Westen.
Das Tor war ein einfacher Turm mit Tordurchfahrt. Nach dem Bau der äußeren Stadtmauer diente der Torturm der Handelsfamilie Kaufinger als Wohnturm und wurde nach ihnen benannt. 1479 wurde das Tor abgebrochen und bis 1484 im spätgotischen Stil neu errichtet. 1510 erhielt das Tor eine Uhr und eine reiche Außenbemalung mit Fresken. Wegen dieser wurde das Tor ab da meistens als Schöner Turm bezeichnet. 1807 wurde es abgerissen.

## Erinnerung
An der Hausecke Kaufingerstraße/Augustinerstraße (Kaufingerstraße 28: Hirmer-Haus) gibt es eine Skulptur des Torturms und daneben eine Gedenktafel mit einer weiteren Darstellung des Turms. Inschrift der Gedenktafel: „Schöner Turm. Erbaut 1157 vor dem heutigen Hirmer-Haus als Torturm der ältesten Stadtmauer Münchens. 1479 neu aufgebaut und mit Fresken geziert, die ihm den Namen ‚Schöner Turm‘ gaben. 1807 abgebrochen. Die Markierung am Boden zeigt seinen einstigen Standort.“ Für das Erbauungsjahr 1157 gibt es keine Belege. München selbst wurde 1158 erstmals urkundlich erwähnt, aber vermutlich erst später mit einer Stadtmauer umgeben. Der Bezug auf die „Markierung am Boden“ weist darauf hin, dass der ehemalige Grundriss des Torturms im Pflaster der Fußgängerzone markiert ist.

## Sage vom Goldschmied
Einer Sage nach soll es sich bei dem Mann, der auf der Skulptur unter dem Turm abgebildet ist, um einen Goldschmied handeln, dessen Werkstatt sich im Turm befand. Dieser sollte eine Kopie eines Geschmeides erstellen, das, als der Goldschmied eines Tages vom Essen heimkehrte, plötzlich verschwunden war. Obwohl der Goldschmied seine Unschuld beteuerte, verurteilte das Stadtgericht diesen zu Tode, da die Haustüre keine Einbruchsspuren aufwies. Auf dem Weg zur Hinrichtung schritt er gebückten Hauptes durch das Tor, das Armesünderglöcklein oben im Tor läutete und der Goldschmied sprach: „Meine Stimme verhallt wie dieses Glöcklein und kein Mensch will mir glauben. So wahr es jeder hört, so sicher kommt meine Unschuld noch an den Tag. Dann wird es zu spät sein.“
Bei Ausbesserungsarbeiten im Turm Wochen nach der Hinrichtung fand ein Maurer im Glockenstübchen ein Dohlennest und darin das vermisste Geschmeide, das vermutlich eine Dohle stibitzt hatte.
Für den Goldschmied zu spät wurde sein Leichnam in den Friedhof am Frauenbergl überführt.